# 林阳寺
林阳寺，古称林洋院、瑞峰院，位于福建省福州市晋安区瑞峰山麓，曹洞宗佛寺，汉族地区佛教全国重点寺院之一。

## 简介
该寺前身为后唐长兴二年（931年）的林洋院，后晋天福元年（936年）改为佛寺，主持为志端法师。明朝进行多次修葺，民国时期，古月和尚募资重建，建筑效仿涌泉寺，圆瑛法师曾在此主持。寺西有南陈永定四年（560年）建造的石构单层圆形藏骨塔。